# ЦНИИ робототехники и технической кибернетики

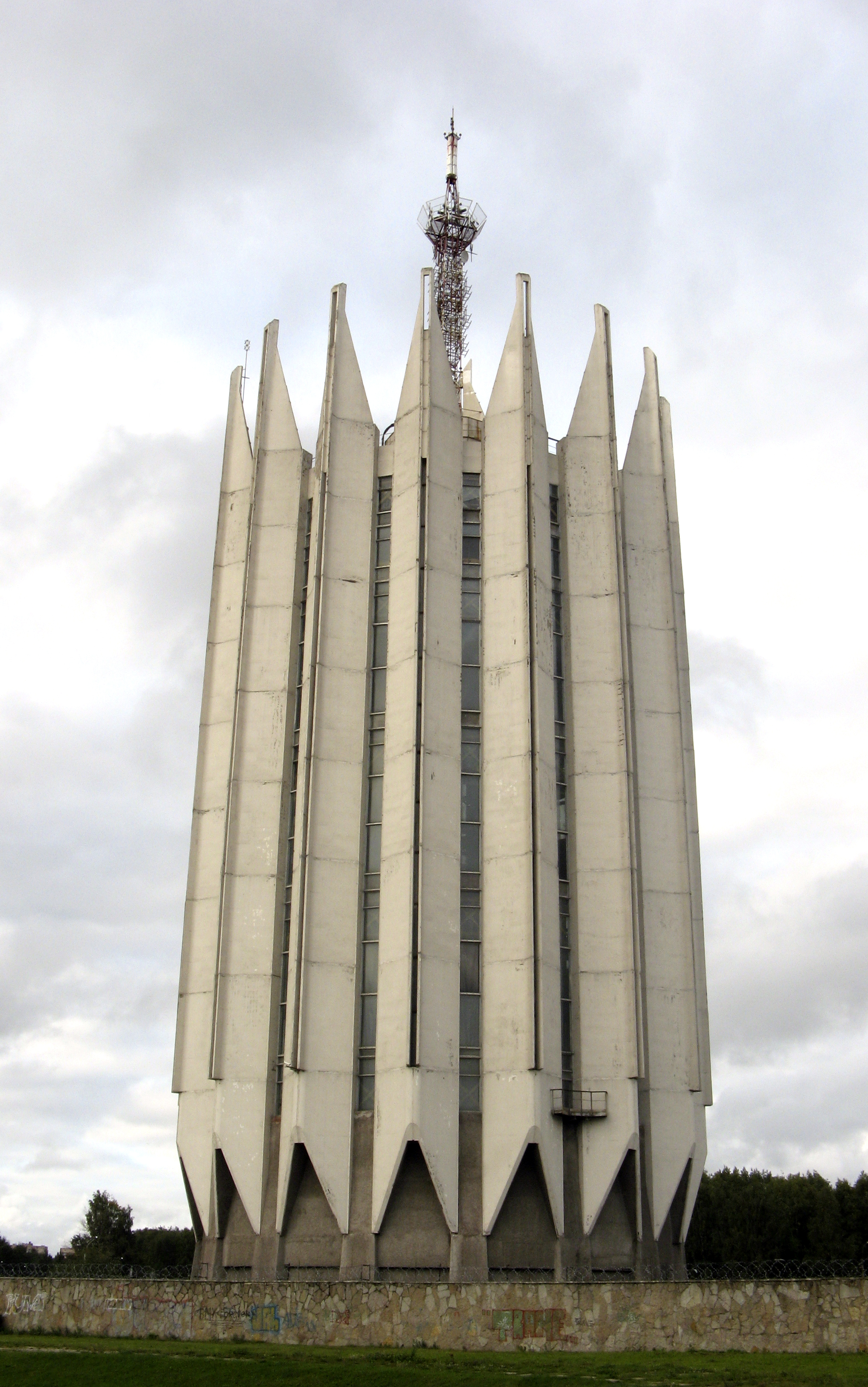
Башня-лаборатория ЦНИИ РТК — доминанта комплекса

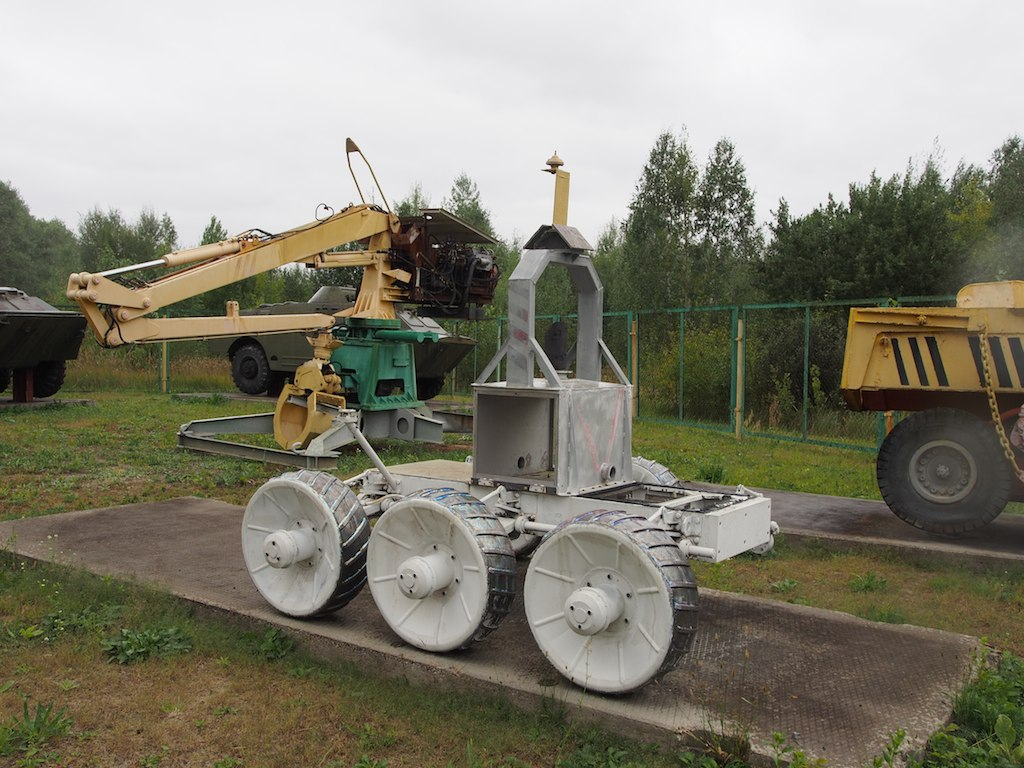
Мобильный робот ЦНИИ РТК, аналогичный тому, что использовался для ликвидации аварии на Чернобыльской АЭС

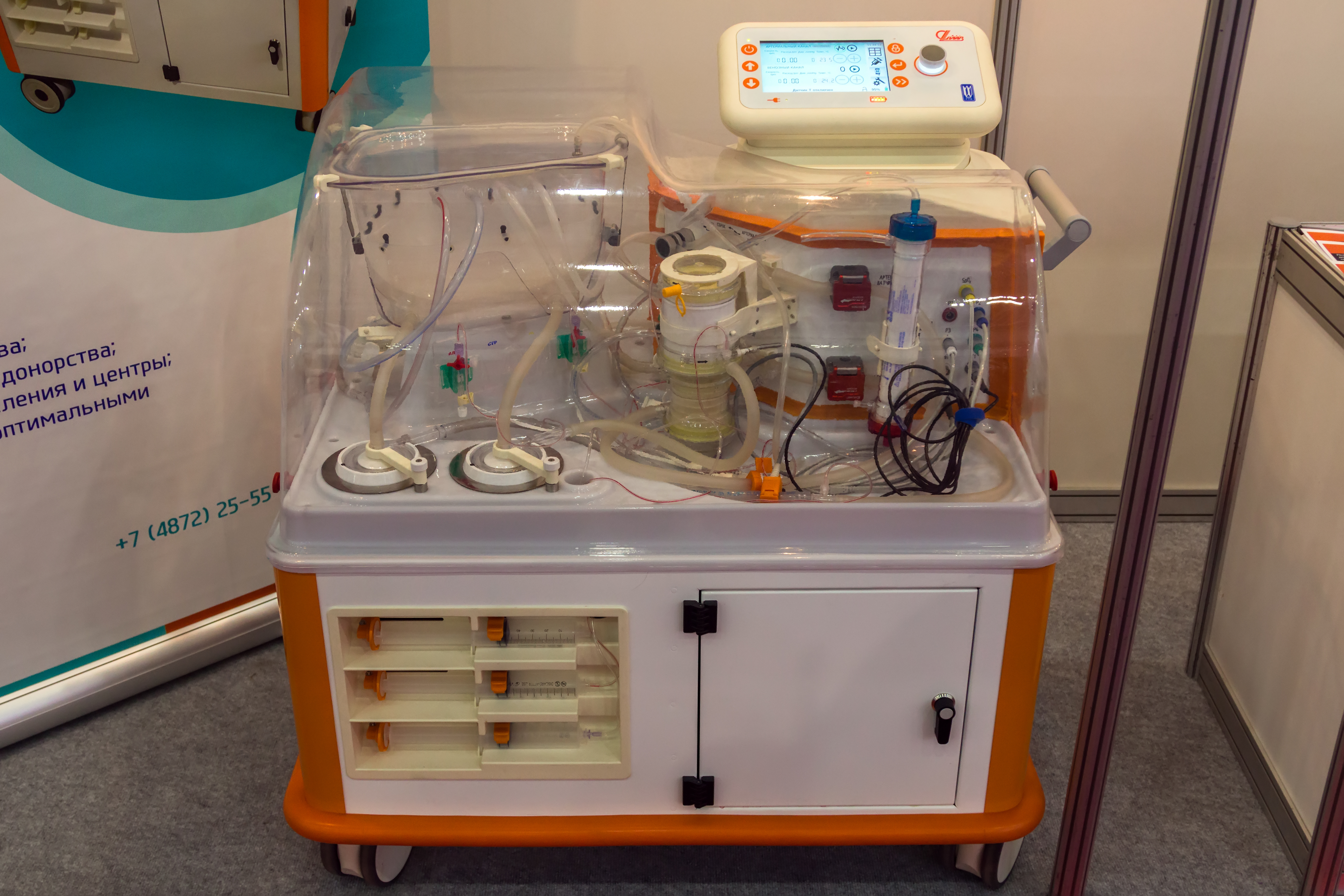
LifeStream HEPAR

Центральный научно-исследовательский и опытно-конструкторский институт робототехники и технической кибернетики (ЦНИИ РТК) — один из крупнейших научных центров России. Расположен в Санкт-Петербурге. Направление деятельности — разработка и создание технических средств робототехники и технической кибернетики космического, воздушного, наземного и морского базирования.

## История
29 января 1968 года на базе Ленинградского политехнического института было создано Особое конструкторское бюро технической кибернетики (ОКБ ТК).
В 1973—1986 годах (архитекторы — Артюшин Б. И., Савин С. В., конструкторы — Мартьянов А., Драбкин Г.) было построено здание для института на углу Тихорецкого и Светлановского проспектов, на территории бывшего совхоза Лесное-Бенуа в паре сотен метров от дачи Бенуа. В июне 1981 года ОКБ было преобразовано в Центральный научно-исследовательский институт робототехники и технической кибернетики (ЦНИИ РТК), в июне 1994 года институт получил статус Государственного научного центра Российской Федерации. Комплекс зданий НИИ состоит из двух лабораторных и производственного корпусов. Доминантой комплекса является 77-метровая башня с антенной, высота вместе с которой почти 105 метров. Башня представляет собой лабораторию для испытания космической техники.
ОКБ ТК участвовало в разработке систем управления мягкой посадкой космических кораблей «Союз» (системы управления мягкой посадкой, системы обеспечения жизнедеятельности и другие поставляются для «Союзов» по настоящий момент) и автоматической станции «Луна-16».
В 1986—1987 годах институт участвовал в создании и эксплуатации мобильных роботов для радиационной разведки и ликвидации последствий аварии на Чернобыльской АЭС, в начале 1990-х годов — в создании системы роботов-манипуляторов для космического корабля «Буран».
Основными направлениями деятельности ЦНИИ РТК являются мехатроника и роботостроение, интеллектуальные системы управления, фотонная и оптоэлектронная техника, специальное и космическое приборостроение, лазерные технологии, космические технологии, информационно-управляющие системы и тренажеры.
Среди важнейших разработок института — мобильные робототехнические комплексы для специальных применений и обеспечения безопасности, наземные, воздушные и морские системы радиационного контроля и мониторинга, системы управления мягкой посадкой и системы жизнеобеспечения космических кораблей, системы технического зрения для охраны и управления объектами, сетевые процессоры (экраны) и системы информационной безопасности.
Институтом был разработан ряд медицинской техники: аппаратно-программный комплекс LifeStream HEPAR, способный в несколько раз продлить срок хранения донорской печени и, более того, восстанавливать её функции; перфузионный комплекс для экстренного восстановления кровотока LifeStream ECMO, позволяющий запустить нужный кровоток у пациента даже после полной остановки сердца — спустя полчаса—час и более; кардиоробот, предназначенный для проведения непрямого массажа сердца во время сердечно-легочной реанимации и при этом позволяющий избежать риска перелома ребер и грудины.
12 июня 2024 года, на фоне российского вторжения на Украину, центр попал в блокирующий санкционный список США против сектора оборонной промышленности.

## Руководство
- Директор-главный конструктор — Юревич Евгений Иванович (с 1968 по 1991)
- Директор-главный конструктор — Лопота Виталий Александрович (с 23 декабря 1991 года по 2009 год)
- Директор-главный конструктор — Лопота Александр Витальевич (с 25 декабря 2009 года)

## Здание
Так как институт робототехники был стратегическим объектом, проектирование состоялось в рамках внутреннего конкурса 1972 года Ленинградского государственного проектного института. Высокая полая башня нужна была для испытания механизмов безопасной стыковки космических кораблей (в рамках программы «Союз — Аполлон»), в ней можно было моделировать ускорение до 4 G (механизмы сбрасывали по тросу с подъёмного крана на резиновые амортизаторы). До строительства участок был дренирован, построена была только первая очередь комплекса.
Композиция здания построена на классическом для архитектуры советского модернизма резком контрасте горизонтальных объёмов и выдающегося башенного объёма. Острые «рёбра» контрольно-испытательной станции придают ей космический вид и одновременно создают образ готического собора с нервюрами и острыми шпилями. Индивидуальные панели сложной формы для башни были специально изготовлены в Ленинграде из керамзитобетона по особому разрешению Госстроя. Внутри башня полая и представляет собой металлический каркас с навешенными на него панелями.
Архитекторы прозвали сочетание корпусов «клюшкой». Башня не только высокая, но и расположена на высоте 25 м над уровнем моря, отчего просматривается с Финского залива; поэтому её внешнему виду уделялось особое значение. «Корона» башни была предложена в двух вариантах — с треугольными рёбрами и со срезанными под углом 60 градусов сверху и снизу трубами; был выбран вариант с рёбрами как легче технологически реализуемый. В 1990 году С. Савин доработал свой проект, вписав в композицию антенну телевизионного передатчика; в 2021 году он надеялся получить заказ на реализацию второй очереди проекта.
Ступенчатая платформа, на которой стоит башня, по задумке должна была быть украшена фонтанами, но на практике созданный бассейн пустует.
В здании расположен музей института, доступный для посещения по особой договорённости. В музее хранятся манипуляторы челнока «Буран» и робот Федя.